# Isabel Edvardsson
Isabel Emilia Edvardsson, född 22 juni 1982 i Göteborg, är en svensk dansare.
Isabel Edvardsson har deltagit i tyska RTLs Let's Dance som deltagare och jurymedlem. 2006 vann hon med sin danspartner Wayne Carpendale. 2007 dansade hon med Giovane Elber. De nådde tredje plats. 2010 var hon med i juryn för "Let's Dance".
I svenska Let's Dance i TV4 var hon medlem i juryn i säsong 6 (år 2011).